# Stefan Kobel
Stefan Kobel (Winterthur, 13 febbraio 1974) è un ex giocatore di beach volley svizzero, vincitore della medaglia di bronzo ai Giochi olimpici di Atene 2004.

## Biografia
Ha debuttato nel circuito professionistico internazionale l'29 agosto 1997 ad Alanya, in Turchia, in coppia con Sascha Heyer piazzandosi in 41ª posizione. Il 20 giugno 2004 ha ottenuto la sua prima vittoria nel World tour a Gstaad, in Svizzera, insieme a Patrick Heuscher. Nel massimo circuito FIVB ha trionfato per 3 volte sempre in coppia con Heuscher.
Ha preso parte all'edizione dei Giochi olimpici di Atene 2004, dove ha conquistato la medaglia di bronzo con Patrick Heuscher.
Ha partecipato altresì a tre edizioni dei campionati mondiali ottenendo come miglior risultato il 5º posto a Rio de Janeiro 2003 insieme a Patrick Heuscher.
Ha vinto una medaglia d'argento e due di bronzo ai campionati europei, arrivando secondo a Mosca 2005 e terzo a Timmendorfer Strand 2004 ed a L'Aia 2006, in tutte e tre le occasioni con Patrick Heuscher.

## Palmarès

### Giochi olimpici
- 1 bronzo: a Atene 2004

### Campionati europei
- 1 argento: a Mosca 2005
- 2 bronzi: a Timmendorfer Strand 2004 ed a L'Aia 2006

### World tour
- 11 podi: 3 primi posti, 3 secondi posti e 5 terzi posti

### World tour - vittorie
| Data           | Località             | Nazione  | in coppia con    |
| -------------- | -------------------- | -------- | ---------------- |
| 20 giugno 2004 | Gstaad               | Svizzera | Patrick Heuscher |
| 31 luglio 2005 | Parigi               | Francia  | Patrick Heuscher |
| 11 giugno 2006 | Roseto degli Abruzzi | Italia   | Patrick Heuscher |